# Осада Твери (1375)
Осада Твери (1375) — первая общая военная акция Московского княжества во главе с Дмитрием Ивановичем и признававших его верховенство князей, месячная осада столицы Тверского княжества, завершившаяся заключением выгодного для Москвы договора.

## Предпосылки
В 1372 году Дмитрий заключил Любутский мир с союзником Михаила тверского Ольгердом литовским, а в 1374 году прекратил выплату дани в Орду и провёл съезд своих сторонников в Переяславле-Залесском.
В начале марта 1375 года в Тверь из Москвы бежал сын последнего тысяцкого Иван Вельяминов и купец Некомат, в июле Михаилу в Тверь привёз ярлык на великое княжение от Мамая посол Ачихожа. Михаил послал отряды на Торжок и Углич посадить там своих наместников, тем самым дав Дмитрию повод для решительных ответных действий.

## История
29 июля в Волоке произошёл сбор сил Северо-Восточной Руси, а также Смоленского и Брянского княжеств, ранее зависимых от Великого княжества Литовского.

Этот сбор стал как бы пробой сил того ополчения, которое готовилось все годы правления Дмитрия к схватке с Ордой.

1 августа союзники взяли родовое владение Михаила Микулин, а 5 августа осадили Тверь. Под Тверью к союзникам присоединились новгородцы. Через Волгу было построено 2 моста. Во время первого штурма (с использованием таранов и примётов) была подожжена башня, но осаждённым удалось потушить пожар, а во время предпринятой затем вылазки уничтожить осадные орудия. Осада затянулась, но союзники наносили тверским землям большой ущерб: взяли Зубцов и Белый Городок, уводили в плен жителей.
Войска Ольгерда выдвигались на восток, но до Твери не дошли. Это традиционно трактуется историками как неудачная попытка помочь Михаилу Тверскому в нарушение условий мира 1372 года. Фактически Ольгерд разорил Смоленское княжество за участие его войск в походе на Тверь. Когда надежда на литовскую помощь не оправдалась, Михаил запросил мира.

## Итоги
Михаил тверской признал себя младшим братом Дмитрия московского. Также был оформлен антиордынский союз, причём не только оборонительный, но и наступательный, инициированный Москвой: «а пойдут на нас татарове али на тобе, нам с тобою иде противу их; аще мы пойдём на татар, то тебе единою с нами поиде противу им».
Однако, в последовавшей борьбе Москвы с Мамаем (Куликовская битва 1380 года) тверские войска не участвовали, а после объединения Золотой Орды под властью Тохтамыша Михаил вновь попытался получить ярлык, но вместо этого хан санкционировал независимость Тверского княжества (с Кашином) от великого княжения Владимирского (1382).